# Boophis boehmei
Boophis boehmei är en groddjursart som beskrevs av Frank Glaw och Miguel Vences 1992. Boophis boehmei ingår i släktet Boophis och familjen Mantellidae. IUCN kategoriserar arten globalt som livskraftig. Inga underarter finns listade.